# Most Piastowski w Opolu
Most Piastowski w Opolu – przeprawa drogowa nad rzeką Odrą, jedna z trzech w mieście, łączy północny kraniec wyspy Pasieki z Zaodrzem bliższym; służy miejskiemu ruchowi samochodowemu, pieszemu i rowerowemu, biegną tędy linie opolskiego MZK: 5, 9, 13, 15, 25. Całkowita masa pojazdu mogącego wjechać na most to 10 ton, zakaz nie dotyczy autobusów.

## Historia
Przeprawa w tym miejscu znajdowała się już w średniowieczu, biegł tędy szlak handlowy z Krakowa do Wrocławia. Most Stulecia (niem. Jahrhundertbrücke), jaki można oglądać na widokówkach z początku XX wieku wybudowano w 1886 r. Wraz z otwarciem obecnego Mostu Pamięci Sybiraków podjęto się w 1933 r. przebudowy obiektu. Najbardziej widoczna różnica, to zastąpienie 7-przęsłowej konstrukcji konstrukcją dwuprzęsłową stalową. W początku 1945 r. wycofujące się oddziały niemieckie wysadziły most, tak jak pobliski Adolf-Hitler-Brücke. Dopiero na początku lat 60. XX wieku ruszyła budowa nowego Mostu Piastowskiego, jaki znamy dzisiaj. Most budowano w latach 1959–1963 korzystając z fundamentów filara Mostu Stulecia. W latach 2003–2005 dokonano generalnego remontu konstrukcji, poszerzono chodniki, zbudowano drogi rowerowe, wymieniono nawierzchnię jezdni.

## Konstrukcja
Most składa się z 2 przęseł, każde o konstrukcji nośnej składającej się z 2 stalowych łuków połączonych 3 stężeniami (do weryfikacji), do których za pomocą wieszaków podczepiono stalowy pomost. Pomost składa się z 2 wzdłużnych blachownic połączony ażurowymi belkami. Wschodnie przęsło ma teoretyczną rozpiętość 58,5 m natomiast zachodnie 50,2 m. Szerokość jezdni na moście wynosi 6,0 m.

## Galeria

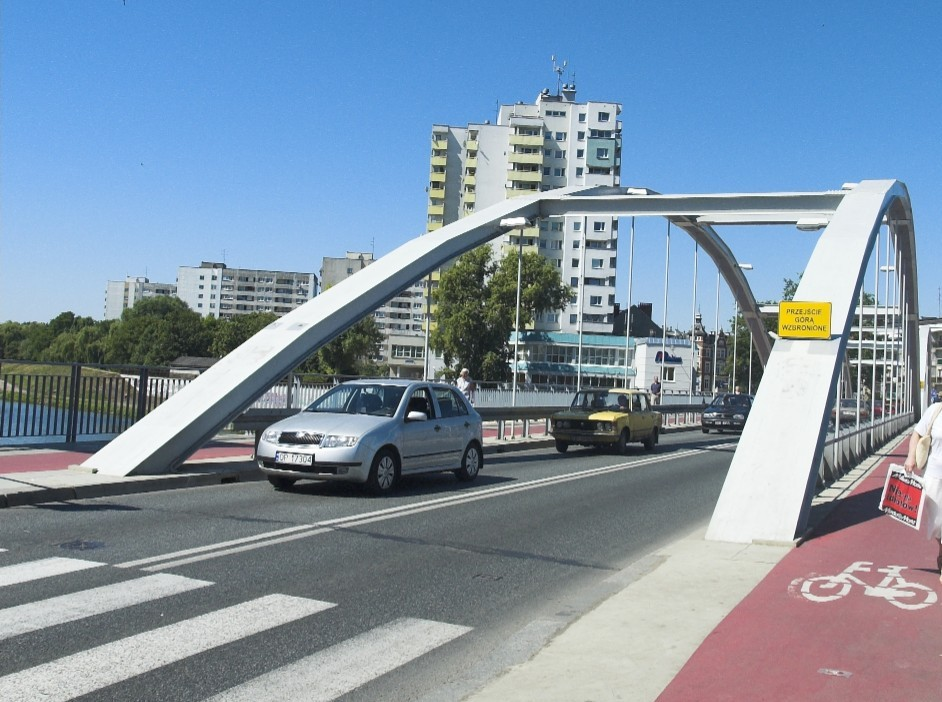
Widok ze wschodniego przyczółka
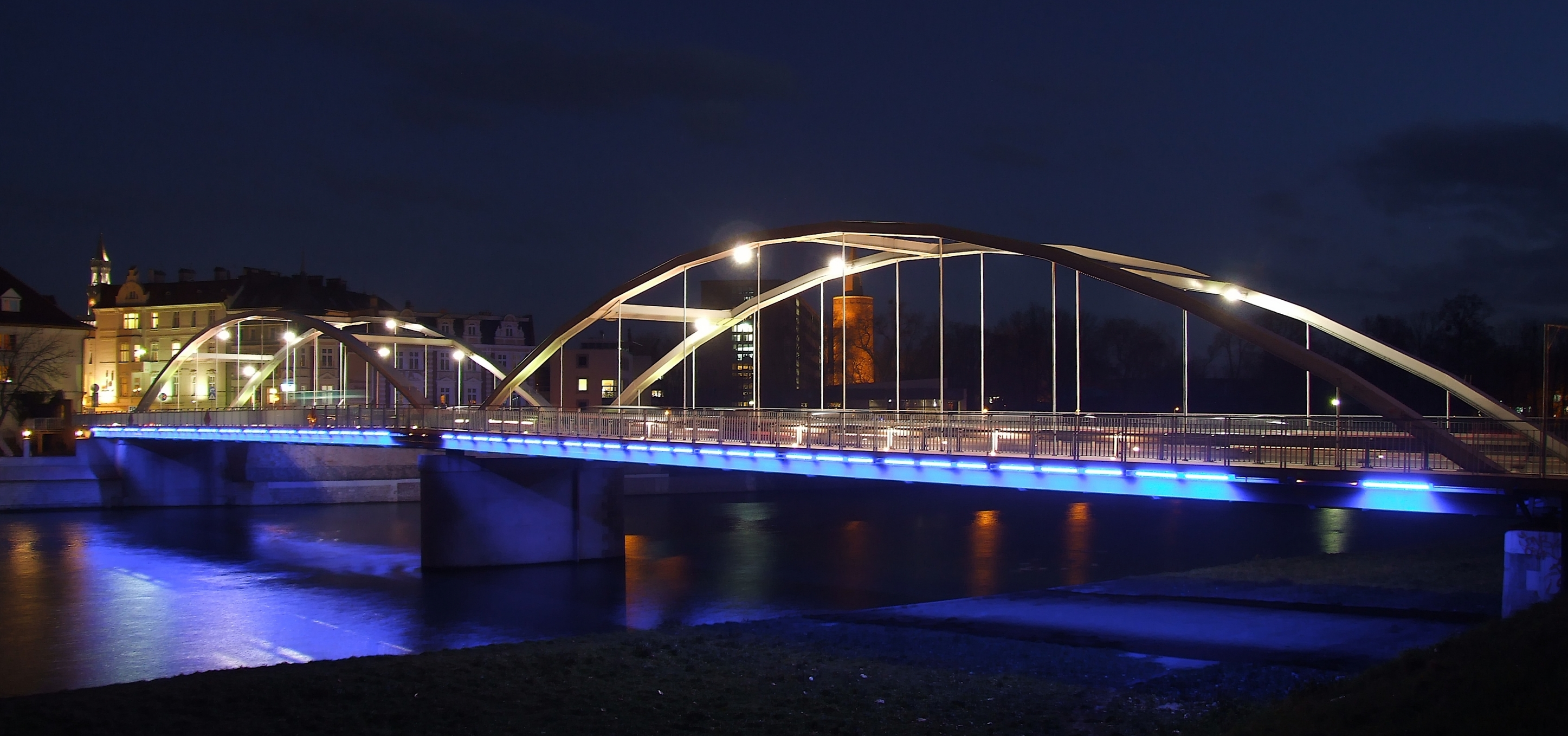
Most Piastowski nocą, widok z zachodniego brzegu
Panorama z mostu w kierunku północnym
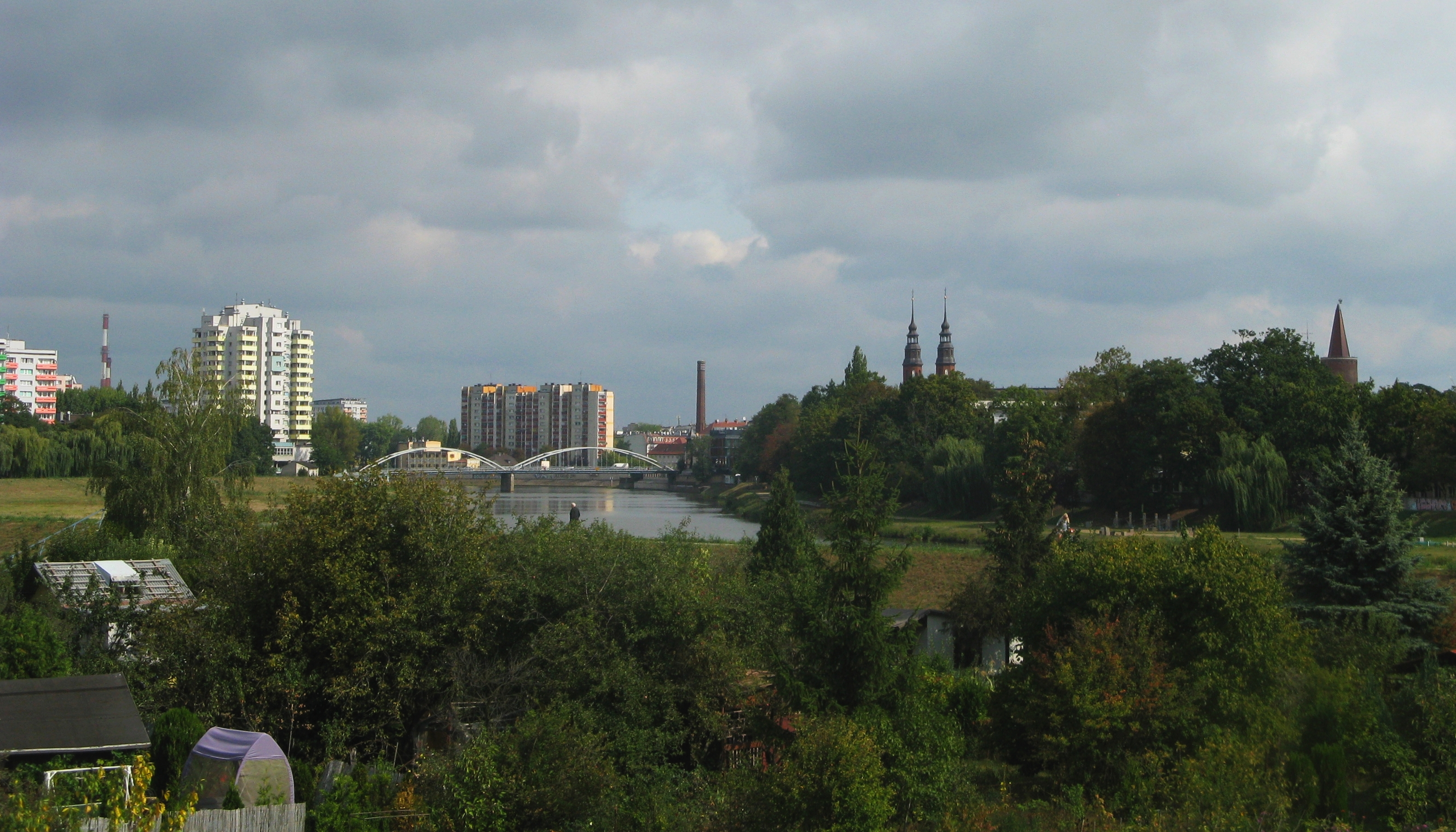
Widok od południa